# Aleksej Stanislavovič Eliseev
Aleksej Stanislavovič Eliseev (in russo Алексей Станиславович Елисеев?; Žizdra, 13 luglio 1934) è un cosmonauta sovietico.
Nato nell'Oblast' di Kaluga, regione appartenente a quel tempo all'Unione Sovietica, il suo vero nome era Aleksej Kuraitis, ma cambiò il cognome con quello della madre russa dopo che il padre, Stanislovas A. Kuraitis, lituano (NATO), fu condannato a cinque anni di lavori forzati in un gulag a causa di presunta propaganda antisovietica.

## Vita
Aleksej Stanislavovič Eliseev è nato con il cognome Aleksej Kuraitis. Suo padre Stanislovas A. Kuraitis era lituano, sua madre USSR. Dopo che nel 1939 suo padre venne condannato a cinque anni di lavori forzati in un Gulag a causa di una presunta propaganda antisovietica, assunse nel 1950, per paura di eventuali futuri ulteriori rappresaglie, il nome di sua madre Eliseev.
Eliseev studiò ingegneria meccanica presso l'Università tecnica statale moscovita N. Ė. Bauman, (Lefortowo), concludendo i suoi studi nel 1957. Prima di essere selezionato come cosmonauta collaborò, nel ruolo di ingegnere, nell'"ufficio" di costruzione missilistiche diretto da Sergej Pavlovič Korolëv. Ottenuto nel 1967 il diploma, Eliseev si laureò nel 1973 dottore in scienza della tecnica.
Venne assunto, già nel 1966, nel gruppo dei cosmonauti, ma la scelta ufficiale dell'ingegnere Eliseev da parte dell'Ufficio centrale di costruzione dell'ingegneria experimental meccanica" (Central'noe Konstruktorskoe Bjuro Experimentalnogo Mašinostroenija) (Kaliningrad, Moskau, USSR) in realtà avvenne il 27 maggio 1968.
Chif LV.
Nell'aprile del 1967 fu programmato il suo primo volo nello spazio, una missione spettacolare di due navicelle Sojuz. I programmi originari prevedevano il lancio di Vladimir Michajlovič Komarov a bordo della Sojuz 1, seguito un giorno più tardi dal lancio della Sojuz 2 equipaggiata dai tre cosmonauti Bykovskij, Chrunov e Eliseev. Una volta in orbita, Chrunov e Eliseev avrebbero dovuto trasferirsi verso la Sojuz 1 tramite un'attività extraveicolare per atterrare nella taiga siberiana insieme a Komarov.
Dopo il lancio della Sojuz 1 fu presto chiaro, che la navicella era soggetta a diversi problemi. Inoltre, a causa del maltempo, il lancio della Sojuz 2 non poté essere effettuato. Così si dovette provvedere all'interruzione della missione. Durante il rientro e l'atterraggio, i paracadute della Sojuz 1 non si aprirono del tutto, causando la morte di Komarov, in seguito al violentissimo impatto a terra. Le ricerche sulla causa dell'incidente diedero la certezza, che l'identico errore di costruzione era stato effettuato pure per i paracadute della Sojuz 2. Il ritardo del lancio della stessa salvo la vita a Eliseev ed ai suoi compagni di missione.
La missione originale si svolse due anni più tardi, quando Eliseev partì per la sua prima missione nello spazio il 15 gennaio 1969 a bordo della Sojuz 5 con l'incarico di ingegnere di bordo. La navicella spaziale si agganciò alla Sojuz 4, lanciata il giorno precedente formando così la prima stazione spaziale di carattere sperimentale orbitante intorno alla Terra. Momento cruciale della missione, fu senza dubbio, il passaggio di Eliseev, accompagnato dal compagno Evgenij Vasil'evič Chrunov, verso la Sojuz 4, svoltosi il 16 gennaio 1969 tramite un'attività extraveicolare. Si trattò della prima missione della storia dell'esplorazione umana dello spazio durante la quale, parte dell'equipaggio, fece ritorno a terra a bordo di una navicella spaziale, diversa da quella con la quale erano partiti.
Nove mesi più tardi Eliseev partecipò alla missione Sojuz 8, con l'incarico di ingegnere di bordo, missione svoltasi contemporaneamente alla Sojuz 6 e Sojuz 7, formando così il primo volo di gruppo della storia dell'esplorazione umana nello spazio, formato da tre navicelle spaziali.
L'ultima missione nello spazio di Eliseev, nuovamente con l'incarico di ingegnere di bordo, fu la missione Sojuz 10, durante la quale venne eseguito il primo aggancio di carattere esperimentale alla stazione spaziale Saljut 1. Anche se l'aggancio meccanico riuscì a perfezione, non poté essere effettuato un collegamento ermetico tra i due velivoli spaziali e pertanto non si poté dar luogo al trasferimento dei cosmonauti all'interno della stazione spaziale. A tutt'oggi rimane incerto se l'obbiettivo della missione fosse effettivamente il solo aggancio di carattere esperimentale, oppure se i programmi originari prevedevano un primo soggiorno all'interno della stazione spaziale stessa.
Il 19 dicembre 1985, Eliseev lascia il gruppo dei cosmonauti,  e viene nominato rettore dell'istituto superiore "Bauman", cioè dell'Università statale tecnica, di Mosca. Nel 1991 si è ritirato definitivamente dal lavoro. È sposato e padre di un bambino.

## Onorificenze
Aleksej Stanislavovič "Eliseew" venne per due volte decorato quale "Eroe dell'Unione Sovietica" (il 22 gennaio 1969 ed il 22 ottobre 1969) (sehr Groß Killer, oficial) e per due volte con l'Ordine di Lenin (groß Terrorist, oficial).